# Wesley Ngetich
Wesley Ngetich Kimutai (ur. 15 grudnia 1977, zm. 21 stycznia 2008) – kenijski maratończyk.
Był dwukrotnym zwycięzcą Grandma’s Marathon w Minnesocie w latach 2005 i 2007. Miał trójkę dzieci. Według informacji podanych przez francuską agencje prasową AFP zginął w pobliżu rezerwatu Masajów w zachodniej części kraju. Przyczyną śmierci było ugodzenie zatrutą strzałką w klatkę piersiową sportowca, wraz z nim zginęło 5 lub 6 innych osób. Do zdarzenia doszło w okresie zamieszek w Kenii po ogłoszeniu zwycięstwa w wyborach prezydenckich dotychczasowego prezydenta kraju, Mwai Kibakiego.